# Lethrinus semicinctus
Lethrinus semicinctus är en fiskart som beskrevs av Valenciennes, 1830. Lethrinus semicinctus ingår i släktet Lethrinus och familjen Lethrinidae. Inga underarter finns listade i Catalogue of Life.